# Paul Ciupke
Paul Ciupke (* 1953) ist ein deutscher Erwachsenenbildner und Bildungshistoriker.

## Leben
Ciupke studierte an der Westfälischen Wilhelms-Universität Münster Pädagogik, Soziologie, Philosophie und Psychologie und erwarb den Abschluss des Diplom-Pädagogen. Nach dem Studium war er in der Gemeinwesenarbeit tätig und arbeitete von 1980 bis 2018 im Leitungsteam des Bildungswerks der Humanistischen Union. Er war Mitbegründer der Landesarbeitsgemeinschaft für eine andere Weiterbildung NRW, Lehrbeauftragter an der Universität Duisburg-Essen und wurde 2002 von der Universität Bremen zum Dr. phil. promoviert.

## Wirken
Themenschwerpunkte seiner Arbeit sind Zeitgeschichte, Ostmitteleuropa, Ruhrgebiet und Strukturwandel sowie Bildungs- und Kulturgeschichte.
Zur Geschichte und Gegenwart der Erwachsenenbildung, zur Aufarbeitung des Nationalsozialismus, zum Lernen an anderen Orten und zur Weiterbildungspolitik hat er Bücher und Aufsätze veröffentlicht. 1997 bis 2001 arbeitete er in der Redaktion des seitdem jährlich erscheinenden Grundrechte-Reports mehrerer deutscher Bürgerrechtsorganisationen mit.
2004 bis 2020 war er außerdem im Auftrag des bundesweiten Arbeitskreises deutscher Bildungsstätten Mitherausgeber der Fachzeitschrift „Außerschulische Bildung“. Er vertrat ebenfalls bis 2020 diesen Verband in der Mitgliederversammlung des Deutschen Instituts für Erwachsenenbildung sowie bis 2018 in der Arbeitsgruppe „Grundsatzfragen der Politischen Bildung“ des Bundesausschusses politische Bildung (bap).

## Veröffentlichungen (Auswahl)
- Freie Träger und der Arbeitskreis deutscher Bildungsstätten, in: Wolfgang Sander/Peter Steinbach (Hrsg.): Politische Bildung in Deutschland. Profile, Personen, Institutionen, Bonn 2014
- mit Guido Hitze, Alfons Kenkmann, Astrid Wolters und Wiesław Wysok (Hrsg.), Gedenkstättenarbeit und Erinnerungskultur. Ein deutsch-polnischer Austausch, Essen 2014
- Reisend lernen: Studienreise und Exkursion, in: Wolfgang Sander (Hrsg.): Handbuch Politische Bildung, Schwalbach/Ts. 2014
- Außerschulische politische Bildung vor dem Systemwechsel? in: Klaus Ahlheim/Johannes Schillo (Hrsg.): Politische Bildung zwischen Formierung und Aufklärung, Hannover 2012
- mit Franz-Josef Jelich, Alfons Kenkmann und Barbara Stambolis (Hrsg.): Jugendbewegung und Erwachsenenbildung. Jahrbuch des Archivs der deutschen Jugendbewegung NF Band 8/2011, Schwalbach/Ts. 2012.
- mit Heidi Behrens und Norbert Reichling (Hrsg.): Lernfeld DDR-Geschichte. Ein Handbuch für die politische Jugend- und Erwachsenenbildung. Schwalbach/Ts. 2009
- "Die politische Bildung … ist Parteinahme für die Verwirklichung der Würde aller Menschen in einem Gemeinwesen, das gerecht zu ordnen eine beständige Aufgabe bleibt". Studien zur Geschichte des Arbeitskreises deutscher Bildungsstätten, in: Arbeitskreis deutscher Bildungsstätten (Hrsg.), Werkstatt der Demokratie. 50 Jahre Arbeitskreis deutscher Bildungsstätten, Essen 2009
- mit Klaus Heuer/Franz-Josef Jelich und Justus H. Ulbricht (Hrsg.): „Die Erziehung zum deutschen Menschen“ – Völkische und nationalkonservative Erwachsenenbildung in der Weimarer Republik. Essen 2007.
- mit Heidi Behrens und Norbert Reichling: Die Auseinandersetzung mit der DDR-Geschichte in der politischen Erwachsenenbildung, Essen 2006
- mit Franz-Josef Jelich (Hrsg.): Weltanschauliche Erziehung in Ordensburgen des Nationalsozialismus. Zur Geschichte und Zukunft der Ordensburg Vogelsang, Essen 2006
- mit Bernd Faulenbach, Franz-Josef Jelich und Norbert Reichling (Hrsg.): Erwachsenenbildung und politische Kultur in Nordrhein-Westfalen. Themen – Institutionen – Entwicklungen seit 1945, Essen 2003
- mit Willi Gierke, Christiane Hof u. a.: Memorandum zur historischen Erwachsenenbildungsforschung, Bonn 2002 – online
- mit Karin Derichs-Kunstmann (Hrsg.): Zwischen Emanzipation und „besonderer Kulturaufgabe“ der Frau. Frauenbildung in der Geschichte der Erwachsenenbildung, Essen 2000
- Politische Jugend- und Erwachsenenbildung ist eine Werkstatt der Demokratie. Beitrag zum DIE-Forum Weiterbildung 2000 "Zukunftsfelder der Weiterbildung", Bonn 2000 –
- mit Heidi Behrens und Norbert Reichling: Neue Lernarrangements in Kultureinrichtungen, Essen 2002
- mit Franz-Josef Jelich (Hrsg.): „Ein neuer Anfang“. Politische Jugend- und Erwachsenenbildung in der westdeutschen Nachkriegsgesellschaft, Essen 1999
- mit Norbert Reichling: „Unbewältigte Vergangenheit“ als Bildungsangebot. Das Thema „Nationalsozialismus“ in der westdeutschen Erwachsenenbildung 1946 bis 1989, Frankfurt/Main 1996
- mit Franz-Josef Jelich (Hrsg.): Soziale Bewegung, Gemeinschaftsbildung und pädagogische Institutionalisierung. Erwachsenenbildungsprojekte in der Weimarer Republik, Essen 1996